# 丘胡尼夫卡
50°10′57″N 37°36′34″E / 50.18250°N 37.60944°E
丘胡尼夫卡（烏克蘭語：Чугунівка）是位於烏克蘭東部的村莊，由哈爾科夫州庫皮揚斯克區的維利胡瓦特卡市鎮負責管轄。該村始建於1799年，面積0.86平方公里，海拔高度139米，2001年人口169，人口密度每平方公里195.6人。